# Географија Аргентине
Географија Аргентине описује географске одлике Аргентине, земље која се налази на југу Јужне Америке. На западу се граничи са Андима, а на истоку са јужним Атлантским океаном, суседне државе су Чиле на западу, Боливија и Парагвај на северу, те Бразил и Уругвај на североистоку.
По површини, Аргентина је друга земља по величини у Јужној Америци након Бразила и 8. по величини држава на свету. Њена укупна површина је 2.780.400 km². Аргентина полаже право на део Антарктика (Аргентински Антарктик) који је предмет Уговора о Антарктику. Аргентина такође полаже права на неколико британских јужноатлантских острва.
Са популацијом већом од 42,1 милиона, Аргентина се од 2010. године налази на 32. месту по броју становника на свету.

## Региони
Аргентинске провинције су подељене у 7 зона у погледу климе и терена. Са севера на југ, запада на исток:
Аргентински северозапад: Хухуј, Салта, Тукуман, Катамарка, Ла Риоха
- Гран Чако: Формоса, Чако, Сантијаго дел Естеро
- Месопотамија: Мисионес, Коријентес
- Централна: Кордоба, Ентре Риос
- Кјуо: Сан Хуан, Мендоза, Сан Луис
- Пампа: Санта Фе, Ла Пампа, Буенос Ајрес
- Патагонија: Рио Негро, Неукуен, Чубут, Санта Круз, Огњена Земља

Искоришћеност земље:
- Обрадиво земљиште 13.9%
- Трајни усеви: 0,4%
- Стални пашњаци: 39,6%
- Шума: 10,7%
- Остало: 35,4% (2011)
- Наводњавано земљиште: 23.600 km² (2012)
- Укупни обновљиви водни ресурси: 814 km³ / год

## Водни ресурси
У Аргентини, водену мрежу интегришу многи системи различитог економског значаја, који се могу мерити количином протока и пловности. Релевантност протока воде заснива се на његовом потенцијалу да се користи за наводњавање и као извор енергије. У зависности од тога где се водени токови сливају, реке и потоци могу се класификовати у три различите врсте сливова:
- Отворена или егзорхејска сливна подручја: имају спољну одводњу (у море) - река Парана, река Уругвај, река Негро
- Затворена или ендорејска сливна подручја: имају унутрашњу одводњу - река Атуел, река Дијаманте, река Тунуијан
- Остали сливови: немају дренажу и могу се наћи у средишту западно од равнице, на западу пампејског региона и у неким патагонијским областима.

С друге стране, језера и лагуне су трајне накупиле воду преко непропусних удубљења. Њихова разлика се углавном заснива на њиховој продужености и дубини. Веома су важни за регулацију потока, као извор енергије, туристичка атракција и њихово ихтиолошко богатство. У Аргентини су сва главна језера у Патагонији.

### Реке
Осим на североистоку, мало је великих река, а многе имају само сезонске токове. Готово сви водотоци иду према Атлантику, али велики број завршава у језерима и мочварама или се губи у земљиштима Пампаса и Патагоније. Четири главна речна система су она која се уливају у ушће Рио де ла Плата, она која се састоје од потока Анда, она од централног речног система, и она од јужног система.
Парана, друга по дужини река у Јужној Америци после Амазона, тече приближно 4.900 км и чини део граница између Бразила и Парагваја, Парагваја и Аргентине. У његовом горњем току се налазе многи водопади. Њој се придружује река Игвасу (Рио Игуацу) где улази у Аргентину на североистоку. Ово подручје је широм света добро познато по спектакуларним водопадима Игвасу (Катаратас Игвасу, што значи „велика вода“). Једно од највећих светских природних чуда, налазе се на граници између Аргентине и Бразила са две трећине водопада у Аргентини. Обухватају приближно 275 водопада, високих између 60 и 80 м. Ови падови су виши и шири од Нијагариних водопада на граници Сједињених Држава и Канаде. Остале притоке Паране, које се напајају са запада, су Бермехо, Бермехито, Саладо и Каркарана.
Река Уругвај (1.600 км) чини део граница између Аргентине и Бразила и Аргентине и Уругваја. Плован је око 300 км од ушћа до Конкордије. Река Парагвај дужине 2.550 км чини део границе између Парагваја и Аргентине и улива се у Парану северно од Коријента и Алте Паране. Сви они се удружују како би се улили у Рио де ла Плата и на крају у Атлантски океан на северу Аргентине. Тамо где се те реке састају, формира се широко ушће које може досећи максималну ширину од 222 км.
На северу централне Аргентине, језеро Мар Чикита водом се опскрбљује са неколико река. Река Дулче потиче близу Сан Мигуела де Тукумана и тече југозападно у језеро. Са југозапада га напајају и Примеро и Сегундо.
У северној регији Патагоније главне реке су реке Колорадо и Негро, обе које се уздижу у Андима и протичу Атлантском океану. Колорадо напаја река Саладо, која тече од Пико Ојос дел Саладо у југоисточном смеру до Колорада. Притоци Салада укључују Атуел, Дијаманте, Тунуиан, Десагуадеро и Сан Хуан, а сви они потичу из северозападних Анда. Црнац такође има две главне притоке, Неукен и Лимај. У централној регији Патагоније Чубут се уздиже у Андима и тече на исток да би створио велико језеро пре него што креће ка океану.

### Језера
Регија Лос Лагос (језерски округ), на граници Чилеа и Аргентине у планинском региону Анда, садржи мноштво ледничких језера која настају из планина, а затим их напуни киша. Најзначајније од њих је језеро Буенос Ајрес, познато и као Генерал Карера, који се налази на југу Аргентине и дели се са Чилеом. То је највеће језеро у земљи и пето по величини у целој Јужној Америци са просечном површином од 2.240 km².
Померајући се јужно дуж границе наишли бисмо на језера Сан Мартин, Виједма и на крају на језеро Архентино, друго по величини језеро у овом региону са површином од 1466 km². Недалеко од језера Буенос Ајрес на равници Кастило у близини Комодоро Ривадавија налази се језеро Мустерс.
Једно од највећих сланих језера на свету и друго по величини језеро у Аргентини је језеро Мар Чикита (Мало море), смештено у централној Аргентини. Његова површина варира од године до године и од сезоне до сезоне, али је у највлажнијем периоду било и 5.770 km². Језеро створено браном Чокон, смештеном на реци Лимај једно је од највећих језера у земљи које је човек створио.

## Клима
Аргентина је подложна различитим климатским условима. Север земље, укључујући географске ширине у и испод Тропа Јарка, одликују се веома врућим, влажним летима (што резултира великим бројем мочварних земљишта) са блажим сушнијим зимама и подложна је периодичним сушама током зимске сезоне.
Централна Аргентина има врућа лета с торнадима и грмљавином (на западу Аргентине се стварају највеће непогоде са градом на свету) и хладне зиме. Јужни региони имају топло лето и хладне зиме са обилним снежним падавинама, посебно у планинским зонама. Виша надморска висина на свим географским ширинама доживљава хладније услове.

## Политичка географија

### Међународни уговори
- Страни: Антарктичко-еколошки протокол, Антарктичко-морски живи ресурси, Антарктичке фоке, Уговор о Антарктику, биодиверзитет, климатске промене, Климатске промене-Кјотски протокол, дезертификација, угрожене врсте, модификација животне средине, опасни отпад, морско право, одлагање мора, Забрана нуклеарних испитивања, заштита озонског омотача, загађење бродова, мочваре, китолов.

- Потписано, али није ратификовано: Очување морског живота
- Стратешки значај: Локација у односу на морске путеве између јужног Атлантика и јужног Тихог океана (Магеланов пролаз, Бигл канал, пролаз Дрејк)

### Територијалне претензије
- Захтеви за земљиште:

Фокландска острва
Јужна Џорџија и Јужна Сандвич острва
Аргентински Антарктик
Поморска потраживања на Аргентинском мору:
Територијално море: 12 нми (22,2 км; 21,2 км)
Непрекидна зона: 24 нми (44,4 км; 27,6 км)
Ексклузивна економска зона: 1.159.063 km2 (447.517 sq mi)
Континентални пас: 200 нми (370,4 км; 230,2 ми) или до ивице континенталне маргине

## Национални паркови
Национални паркови Аргентине чине мрежу од тридесет националних паркова у Аргентини. Паркови покривају врло разнолик низ терена и биотопа, од националног парка Бариту на северној граници са Боливијом до националног парка Тијера дел Фуего на крајњем југу континента.
Стварање Националних паркова датира од давања Франциска Морена из 1903. године, 73 квадратна километра земље у језерском округу у подножју Анда. Ово је формирало језгро већег заштићеног подручја у Патагонији око Сан Карлос де Барилоче. Године 1934. усвојен је закон о стварању система националних паркова, формализовањем заштићеног подручја као Национални парк Нахуел Хуапи и стварањем националног парка Игвасу. Створене су полицијске снаге Националног парка, спроводећи нове законе који спречавају сечу и лов дрвећа. Њихов рани задатак био је углавном успостављање националног суверенитета над овим спорним областима и заштита граница.
Пет додатних националних паркова проглашено је 1937. године у Патагонији, а служба је планирала изградњу нових градова и објеката за промоцију туризма и образовања. До 1970. проглашено је још шест.
Године 1970. нови закон је установио нове категорије заштите, тако да су постојали национални паркови, национални споменици, образовни резервати и природни резервати. Три национална парка проглашена су 1970-их. Године 1980. још један нови закон потврдио је статус националних паркова - овај закон још увек постоји. Осамдесетих година 20. века служба се обраћала локалним заједницама и локалној влади како би помогла у вођењу и развоју националних паркова. Још десет националних паркова је створено уз локалну сарадњу, понекад на локални подстицај. 2000. године проглашени су национални паркови Мбурукуија и Копо, а природни резерват Ел Леонсито надограђен је у национални парк.
Седиште службе националног парка налази се у центру Буенос Ајреса, на авенији Санта Фе. Библиотека и информативни центар су отворени за јавност. Администрација такође покрива националне споменике, као што је Окамењена шума, и природне и образовне резервате.
- Национални парк Лос Кардонес
- Национални парк Лос Глациарес
- Национални парк Огњена Земља
- Национални парк Нахуел Хуапи
- Национални парк Игвасу
- Национални парк Ел Палмар
- Национални парк Лагуна Бланка